# Poum
Poum es una comuna de la Provincia Norte de Nueva Caledonia, un territorio de ultramar de Francia en el océano Pacífico. La ciudad de Poum se encuentra en el extremo noroeste, ubicado en la parte sur de la bahía de Banare, con la isla Mouac cerca de la costa.
Poum es rica en cultura canaca. Esta región ofrece una selección de cuatro playas de arena blanca y aguas.

## Historia
La comuna de Kouaoua fue creada el 5 de enero de 1977 de la separación de su territorio de la comuna de Koumac.